# Dél-afrikai női labdarúgó-válogatott
A Dél-afrikai női labdarúgó-válogatott képviseli a Dél-afrikai Köztársaságot a nemzetközi női labdarúgó eseményeken. A csapatot a Dél-afrikai labdarúgó-szövetség szervezi és irányítja.
A Dél-afrikai női nemzeti csapat egyszer szerepelt világbajnokságon. Az 1991 óta megrendezésre kerülő Afrikai nemzetek kupája kontinensbajnokságon tizenhárom alkalommal vett részt és 2022-ben aranyérmet szerzett. Az olimpiai játékokra 2012-ben és 2016-ban jutott ki.

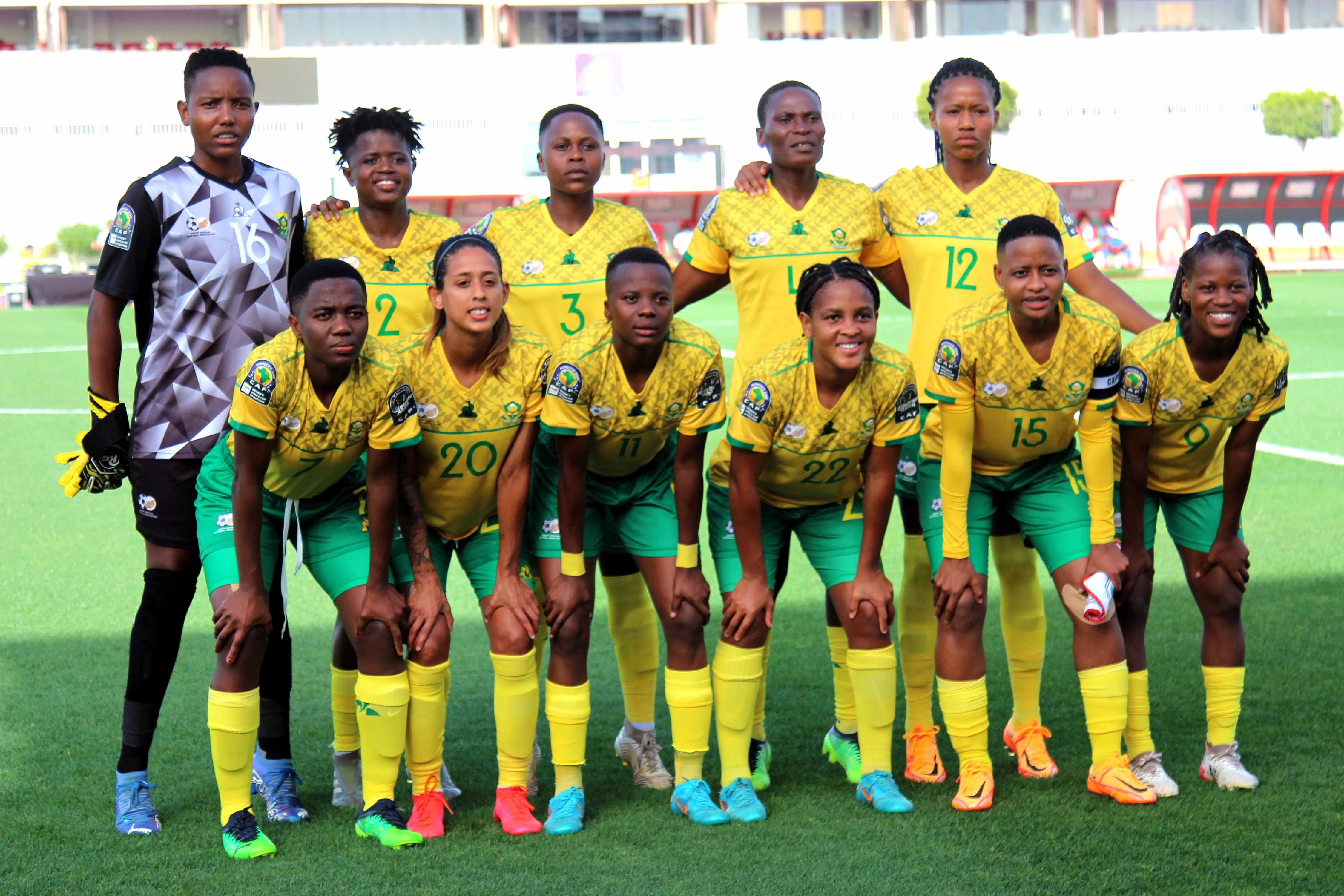
2022. július 7-én Burundi ellen az Afrikai Nemzetek Kupáján.
Felső sor, balról: Andile Dlamini, Lebohang Ramalepe, Bongeka Gamede, Noko Matlou, Jermaine Seoposenwe.
Alsó sor, balról: Karabo Dhlamini, Robyn Moodaly, Thembi Kgatlana, Amogelang Motau, Refiloe Jane, Noxolo Cesane.

## Nemzetközi eredmények

### Világbajnoki szereplés
| Év       | Helyszín             | Eredmény      | Hely | M | Gy | D | V | Rg | Kg | Gk | P |
| -------- | -------------------- | ------------- | ---- | - | -- | - | - | -- | -- | -- | - |
| 1991     | Kína                 | nem jutott be | –    | – | –  | – | – | –  | –  | –  | – |
| 1995     | Svédország           | nem jutott be | –    | – | –  | – | – | –  | –  | –  | – |
| 1999     | Egyesült Államok     | nem jutott be | –    | – | –  | – | – | –  | –  | –  | – |
| 2003     | Egyesült Államok     | nem jutott be | –    | – | –  | – | – | –  | –  | –  | – |
| 2007     | Kína                 | nem jutott be | –    | – | –  | – | – | –  | –  | –  | – |
| 2011     | Németország          | nem jutott be | –    | – | –  | – | – | –  | –  | –  | – |
| 2015     | Kanada               | nem jutott be | –    | – | –  | – | – | –  | –  | –  | – |
| 2019     | Franciaország        | Nyolcaddöntő  | 22.  | 3 | 0  | 0 | 3 | 1  | 8  | –7 | 0 |
| 2023     | Ausztrália Új-Zéland |               |      |   |    |   |   |    |    |    |   |
| Összesen | Összesen             | 1 / 9         |      | 3 | 0  | 0 | 3 | 1  | 8  | –7 | 0 |

### Afrikai nemzetek kupája
| Év       | Helyszín          | Eredmény           | Hely | M  | Gy | D | V  | Rg | Kg | Gk | P  |
| -------- | ----------------- | ------------------ | ---- | -- | -- | - | -- | -- | -- | -- | -- |
| 1991     | –                 | kizárták           | –    | –  | –  | – | –  | –  | –  | –  | –  |
| 1995     | –                 | ezüstérmes         | 2.   | 6  | 3  | 1 | 2  | 18 | 16 | -2 | 10 |
| 1998     | Nigéria           | csoportkör         | –    | 2  | 0  | 0 | 2  | 2  | 7  | -5 | 0  |
| 2000     | Dél-Afrika        | ezüstérmes         | 2.   | 5  | 4  | 0 | 1  | 9  | 3  | +6 | 12 |
| 2002     | Nigéria           | csoportkör         | 4.   | 3  | 2  | 1 | 2  | 6  | 11 | -5 | 7  |
| 2004     | Dél-Afrika        | csoportkör         | –    | 3  | 0  | 0 | 3  | 2  | 7  | -5 | 0  |
| 2006     | Nigéria           | bronzérmes         | 4.   | 5  | 2  | 1 | 2  | 8  | 5  | +3 | 7  |
| 2008     | Egyenlítői-Guinea | negyedik helyezett | 4.   | 5  | 3  | 0 | 2  | 8  | 4  | +4 | 9  |
| 2010     | Dél-Afrika        | bronzérmes         | 3.   | 5  | 3  | 0 | 2  | 10 | 6  | +4 | 6  |
| 2012     | Egyenlítői-Guinea | ezüstérmes         | 2.   | 5  | 3  | 0 | 2  | 6  | 6  | 0  | 9  |
| 2014     | Namíbia           | negyedik helyezett | 4.   | 5  | 1  | 1 | 3  | 7  | 6  | +1 | 4  |
| 2016     | Kamerun           | negyedik helyezett | 4.   | 3  | 1  | 1 | 3  | 5  | 3  | +2 | 0  |
| 2018     | Ghána             | ezüstérmes         | 2.   | 5  | 3  | 2 | 0  | 11 | 2  | +9 | 9  |
| 2022     | Marokkó           | aranyérmes         | 1.   | 6  | 6  | 0 | 0  | 10 | 3  | +7 | 18 |
| Összesen | Összesen          | 9 / 10             |      | 57 | 28 | 7 | 22 | 96 | 73 | 23 | 91 |

### Olimpiai szereplés
| Év       | Helyszín       | Eredmény      | Hely | M | Gy | D | V | Rg | Kg | Gk  | P |
| -------- | -------------- | ------------- | ---- | - | -- | - | - | -- | -- | --- | - |
| 1996     | Atlanta        | nem jutott be | –    | – | –  | – | – | –  | –  | –   | – |
| 2000     | Sydney         | nem jutott be | –    | – | –  | – | – | –  | –  | –   | – |
| 2004     | Athén          | nem jutott be | –    | – | –  | – | – | –  | –  | –   | – |
| 2008     | Peking         | nem jutott be | –    | – | –  | – | – | –  | –  | –   | – |
| 2012     | London         | csoportkör    | 12.  | 3 | 0  | 0 | 3 | 1  | 11 | -10 | 0 |
| 2016     | Rio de Janeiro | csoportkör    | 10.  | 3 | 0  | 1 | 2 | 0  | 3  | -3  | 1 |
| 2020     | Tokió          | nem jutott be | –    | – | –  | – | – | –  | –  | –   | – |
| Összesen | Összesen       | 2 / 7         |      | 6 | 0  | 1 | 5 | 1  | 14 | -13 | 1 |

## Jelenlegi keret
A 2019-es női labdarúgó-világbajnokságra kijelölt keret.
| Szám | Poszt | Név                 | Születési dátum / Kor         | Válogatottság | Gólok | Klub                       |
| ---- | ----- | ------------------- | ----------------------------- | ------------- | ----- | -------------------------- |
| 16   | K     | Andile Dlamini      | 1992. szeptember 2. (32 éves) |               |       | Mamelodi Sundowns          |
| 21   | K     | Regirl Ngobeni      | 1996. február 26. (29 éves)   |               |       | University of Western Cape |
| 1    | K     | Dineo Magagula      |                               |               |       | University of Johannesburg |
| 2    | V     | Thato Letsoso       |                               |               |       | TUT                        |
| 4    | V     | Fikile Magama       |                               |               |       | University of Western Cape |
| 14   | V     | Tiisetso Makhubela  | 1997. április 24. (27 éves)   |               |       | Mamelodi Sundowns          |
| 19   | V     | Lonathemba Mhlongo  |                               |               |       | University of Western Cape |
| 7    | V     | Cynthia Makete      |                               |               |       | Bloemfontein Celtic        |
| 13   | V     | Bambanani Mbane     | 1990. március 12. (34 éves)   |               |       | Mamelodi Sundowns          |
| 3    | V     | Bongeka Gamede      | 1999. május 22. (25 éves)     |               |       | University of Western Cape |
| 7    | KP    | Cimone Sauls        |                               |               |       | JVW                        |
| 15   | KP    | Refiloe Jane        | 1992. augusztus 4. (32 éves)  |               |       | Sassuolo                   |
| 15   | KP    | Sibulele Holweni    | 1992. augusztus 4. (32 éves)  |               |       | University of Western Cape |
| 10   | KP    | Linda Motlhalo      | 1998. július 1. (26 éves)     |               |       | Djurgårdens IF             |
| 7    | KP    | Thalea Smidt        |                               |               |       | Mamelodi Sundowns          |
| 20   | KP    | Robyn Moodaly       | 1994. június 16. (30 éves)    |               |       | JVW                        |
| 22   | KP    | Amogelang Motau     | 1997. február 27. (28 éves)   |               |       | University of Western Cape |
|      | CS    | Nthabiseng Majiya   |                               |               |       | United                     |
| 11   | CS    | Thubelihle Shamase  |                               |               |       | University of Johannesburg |
| 9    | CS    | Gabriela Salgado    | 1998. február 20. (27 éves)   |               |       | JVW                        |
| 12   | CS    | Jermaine Seoposenwe | 1993. október 12. (31 éves)   |               |       | Juárez                     |
| 8    | CS    | Hildah Magaia       | 1994. december 16. (30 éves)  |               |       | Szejong Sportstoto         |
| 17   | CS    | Melinda Kgadiete    | 1992. július 21. (32 éves)    |               |       | Mamelodi Sundowns          |

| Szám | Poszt | Név                 | Születési dátum / Kor         | Válogatottság | Gólok | Klub                       |
| ---- | ----- | ------------------- | ----------------------------- | ------------- | ----- | -------------------------- |
| 16   | K     | Andile Dlamini      | 1992. szeptember 2. (32 éves) |               |       | Mamelodi Sundowns          |
| 21   | K     | Regirl Ngobeni      | 1996. február 26. (29 éves)   |               |       | University of Western Cape |
| 1    | K     | Dineo Magagula      |                               |               |       | University of Johannesburg |
| 2    | V     | Thato Letsoso       |                               |               |       | TUT                        |
| 4    | V     | Fikile Magama       |                               |               |       | University of Western Cape |
| 14   | V     | Tiisetso Makhubela  | 1997. április 24. (27 éves)   |               |       | Mamelodi Sundowns          |
| 19   | V     | Lonathemba Mhlongo  |                               |               |       | University of Western Cape |
| 7    | V     | Cynthia Makete      |                               |               |       | Bloemfontein Celtic        |
| 13   | V     | Bambanani Mbane     | 1990. március 12. (34 éves)   |               |       | Mamelodi Sundowns          |
| 3    | V     | Bongeka Gamede      | 1999. május 22. (25 éves)     |               |       | University of Western Cape |
| 7    | KP    | Cimone Sauls        |                               |               |       | JVW                        |
| 15   | KP    | Refiloe Jane        | 1992. augusztus 4. (32 éves)  |               |       | Sassuolo                   |
| 15   | KP    | Sibulele Holweni    | 1992. augusztus 4. (32 éves)  |               |       | University of Western Cape |
| 10   | KP    | Linda Motlhalo      | 1998. július 1. (26 éves)     |               |       | Djurgårdens IF             |
| 7    | KP    | Thalea Smidt        |                               |               |       | Mamelodi Sundowns          |
| 20   | KP    | Robyn Moodaly       | 1994. június 16. (30 éves)    |               |       | JVW                        |
| 22   | KP    | Amogelang Motau     | 1997. február 27. (28 éves)   |               |       | University of Western Cape |
|      | CS    | Nthabiseng Majiya   |                               |               |       | United                     |
| 11   | CS    | Thubelihle Shamase  |                               |               |       | University of Johannesburg |
| 9    | CS    | Gabriela Salgado    | 1998. február 20. (27 éves)   |               |       | JVW                        |
| 12   | CS    | Jermaine Seoposenwe | 1993. október 12. (31 éves)   |               |       | Juárez                     |
| 8    | CS    | Hildah Magaia       | 1994. december 16. (30 éves)  |               |       | Szejong Sportstoto         |
| 17   | CS    | Melinda Kgadiete    | 1992. július 21. (32 éves)    |               |       | Mamelodi Sundowns          |

## Lásd még
- Dél-afrikai labdarúgó-válogatott